# Gynnidomorpha luridana
Gynnidomorpha luridana es una especie de polilla tortrícida perteneciente a la tribu Cochylini, de la subfamilia Tortricinae, orden Lepidoptera. Fue descrita científicamente por el entomólogo inglés Charles Stuart Gregson en 1870.
Cuenta con una envergadura de 11-13 mm. Suele habitar en pastos secos, zonas y áreas de cultivos y en tierras bajas.

## Distribución
Se distribuye por Europa, en Estonia, Dinamarca, Francia, Finlandia, Suecia y Reino Unido.